# Georgewitz
Georgewitz (obersorbisch Korecy) ist ein Ortsteil der sächsischen Stadt Löbau im Landkreis Görlitz in der Oberlausitz.

## Geographie
Georgewitz liegt etwa vier Kilometer nördlich des Löbauer Stadtzentrums nahe der Georgewitzer Skala. Umgebende Orte sind Bellwitz im Norden, Rosenhain im Nordosten, Wendisch-Cunnersdorf im Osten, Wendisch-Paulsdorf im Südosten, Löbau im Südwesten, Laucha und Nechen im Westen und Kittlitz im Nordwesten.

## Geschichte

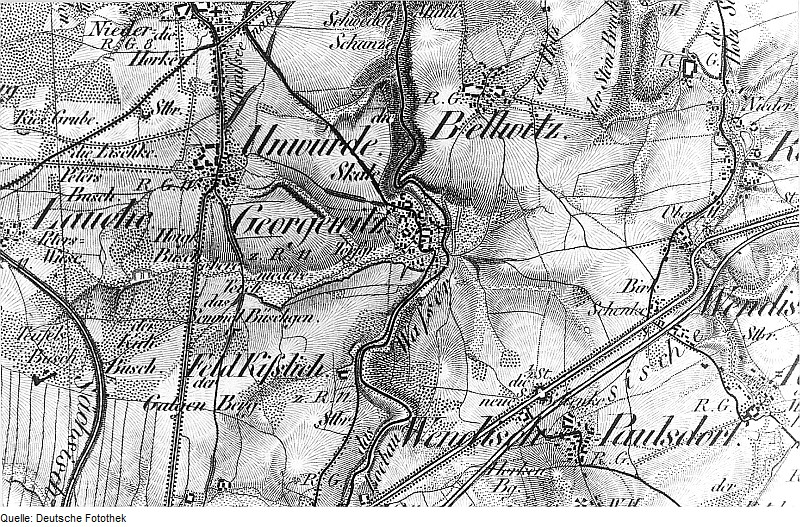
Karte von Oberreit mit Georgewitz um 1845

### Ortsgeschichte
Funde in der Georgewitzer Kiesgrube beweisen, dass die Georgewitzer Flur schon in der Altsteinzeit besiedelt wurde. Weiterhin wird angenommen, dass dieses Gebiet auch in der Jungsteinzeit und der Bronzezeit besiedelt war. Mit der Besiedelung der Oberlausitz durch die Slawen um 600 n. Chr. entstanden auch im Georgewitzer Raum Siedlungen. So wurden zum Beispiel die beiden Wälle in der Georgewitzer Skala, der Bielplatz und die Schwedenschanze, von Sorben errichtet. Auch die Dorfanlage von Georgewitz als Rundling deutet auf eine slawische Ortsgründung hin.
Die erste urkundliche Erwähnung stammt aus dem Jahre 1305 als Herrensitz des Apeze von Gorguwitz. Am 1. Mai 1306 befahlen die Markgrafen Otto IV. und Waldemar von Brandenburg Georgewitz, sich der Gerichtsbarkeit der Stadt Löbau zu unterstellen. Dieser Befehl wird am 13. Dezember 1397 durch Landvogt Benisch von der Dube gegenüber der Stadt Löbau bestätigt. Weiterhin ist bekannt, dass Georgewitz in diesem Jahr im Besitz der Herren zu Nostitz war.
Bis 1502 gingen Teile von Georgewitz in den Besitz des Merten von Belbitz über, bevor die Stadt den Ort in diesem Jahr wieder zurückerwarb. Im Jahr 1505 verkaufte der Löbauer Rat das Dorf an den Bautzener Bürgermeister Anders Proxsch. Ulrich von Nostitz kaufte am 14. Juli 1531 eine Mühle in Georgewitz. Als die Stadt Löbau nach dem Oberlausitzer Pönfall all ihre Güter verlor, kaufte dieser am 5. März 1549 das ganze Dorf. Seitdem gehört Georgewitz zum Rittergut Unwürde. Bis 1605 blieb es im Besitz der Familie Nostitz und wechselte danach zusammen mit Unwürde in den Besitz der Familie Hundt. 1769 verkaufte Carl Gotthelf von Hundt die beiden Güter an die Familie Salmour.
Der letzte Herr von Georgewitz war Heinrich Adolph von Gablenz, der das Gut zusammen mit Unwürde 1819 erwarb. Durch ein Gesetz wurde die Leibeigenschaft in Sachsen 1832 endgültig abgeschafft, somit waren auch die Georgewitzer Bauern zu freien Bürgern geworden.
Am 22. März 1970 vereinigte sich der Ort mit Bellwitz zu Georgewitz-Bellwitz. Am 1. März 1994 wurde diese Gemeinde nach Kittlitz eingemeindet. Mit der Eingemeindung von Kittlitz wiederum kam Georgewitz schließlich am 1. Januar 2003 zur Stadt Löbau.

### Bevölkerungsentwicklung
| Jahr | Einwohner |
| ---- | --------- |
| 1777 | 172       |
| 1834 | 174       |
| 1871 | 251       |
| 1890 | 257       |
| 1910 | 264       |
| 1925 | 298       |
| 1939 | 264       |
| 1946 | 353       |
| 1950 | 363       |
| 1964 | 304       |

Im Jahr 1777 wirtschafteten in Georgewitz neun besessene Mann, fünf Gärtner und elf Häusler.
Die erste Bevölkerungserhebung in Sachsen, in der nicht die Besitzverhältnisse, sondern jeder einzelne Einwohner gleichwertig gezählt wurde, erfolgte im Jahr 1834. Die Bevölkerung vergrößerte sich innerhalb eines halben Jahrhunderts von 174 Einwohnern auf 257 im Jahr 1890. Nach dem Kriegsende fanden viele Flüchtlinge in Georgewitz Unterschlupf, so dass die Bevölkerung auf knapp über 350 Einwohner anwuchs.

### Sprache
Bis ins frühe 20. Jahrhundert wurde in Georgewitz auch Sorbisch gesprochen. Arnošt Muka ermittelte 1884/85 eine Einwohnerzahl von 250, davon waren 186 Deutsche und 64 Sorben (26 %). Diese sprachen den mittlerweile ausgestorbenen Löbauer Dialekt. Siebzig Jahre später zählte Ernst Tschernik im Jahr 1956 nur noch drei Sprecher, darunter keinen einzigen Jugendlichen.

### Ortsname
Obwohl Georgewitz eine ursprünglich slawische Siedlung ist, geht man davon aus, dass der Ort durch einen Lokator namens Georg deutsch umgestaltet wurde und daher seinen Namen trägt.
Ortsnamensformen von Georgewitz sind unter anderem Chorecy, Gorguwitz (1305), Gorghewicz (1306), Gorgewicz (1397), Gorbitcz (1475), Gorgewiz (1531) und Gorbitz  (1791). Die Form Georgewitz ist ebenfalls für das Jahr 1791 belegt.

## Persönlichkeiten
- Ulrich von Nostitz (1500–1552), Gutsherr von Georgewitz